# Cases Bertrand (Sant Feliu de Llobregat)
Les Cases Bertrand són un conjunt arquitectònic de Sant Feliu de Llobregat (Baix Llobregat), catalogat com a bé cultural d'interès local.

## Història
Van ser fetes construir pels industrials tèxtils Joan i Josep Bertrand i Salsas per a allotjar els treballadors de la seva fàbrica, i són més antigues que l'altra illa de cases, també coneguda com a «Cases Bertrand» al passeig de Bertrand, però ja d'estil modernista.

## Descripció
Són un conjunt de cases adossades que ocupen dos carrers paral·lels (als dos costats de cada carrer) repetint l'estructura de planta baixa i pis.
La façana del primer pis consta de finestres d'arc apuntat, igual que les portes de la planta baixa. Rarament, es troben diverses cases de dos pisos amb aquesta estructura. Són de maó i pedra, i el sostre té coberta a dues vessants.